# Куретурі (Ясси)
Куретурі (рум. Curături) — село у повіті Ясси в Румунії. Входить до складу комуни Чуря.
Село розташоване на відстані 309 км на північ від Бухареста, 14 км на південь від Ясс.

## Населення
За даними перепису населення 2002 року у селі проживали 289 осіб, з них 288 осіб (99,7%) румунів. Усі жителі села рідною мовою назвали румунську.